# Орган на чипі
Орган на чипі (від англ. organ-on-a-chip) — пристрій для вирощування різних клітинних культур, оздоблений мікроконтейнерами та мікроканалами, симулює роботу окремих органів живих істот або навіть систем з кількох органів. Органи на чипі створюються для того, щоб вивчати роботу та відгук живих тканин на різні фізичні умови, подразники, хімічні сполуки т.п. Ця технологія вважається перспективною для дослідження перебігу хвороб та тестування нових ліків: у далекій перспективі вона потенційно зможе дозволити відмовитися від тестування ліків для людей на тваринах.
Наразі у науково-дослідницьких лабораторіях було створено легені, серце та нирки на чипі.

## Додаткова література
- Ingber Donald E. (2022-08). Human organs-on-chips for disease modelling, drug development and personalized medicine. Nature Reviews Genetics (англ.) 23 (8). с. 467–491. ISSN 1471-0064. doi:10.1038/s41576-022-00466-9.
- Leung Chak Ming; de Haan Pim; Ronaldson-Bouchard Kacey та ін. (12 травня 2022). A guide to the organ-on-a-chip. Nature Reviews Methods Primers (англ.) 2 (1). с. 1–29. ISSN 2662-8449. doi:10.1038/s43586-022-00118-6.